# Hooghly (district)
Hooghly of Hugli is een district van de Indiase staat West-Bengalen. Het district telt 5.040.047 inwoners (2001) en heeft een oppervlakte van 3149 km². De hoofdstad is Chinsurah.
Het district is vernoemd naar de gelijknamige rivier de Hooghly, die de oostgrens van het district markeert. Het zuidoosten van Hooghly maakt deel uit van de agglomeratie rond de metropool Calcutta.
De VOC was tijdens de 18e eeuw actief in Bengalen en had een handelskantoor in Hooghly. 
Hoofdstad: Calcutta (Kolkata)
Districten:
Divisie Bardhaman: Birbhum · Hooghly · Paschim Bardhaman · Purba Bardhaman
Divisie Jalpaiguri: Alipurduar · Cooch Behar · Darjeeling · Jalpaiguri · Kalimpong
Divisie Malda: Dakshin Dinajpur · Malda · Murshidabad · Uttar Dinajpur
Divisie Medinipur: Bankura · Jhargram · Paschim Medinipur · Purba Medinipur · Purulia
Presidency divisie: Calcutta · Dakshin 24 Parganas · Haora · Nadia · Uttar 24 Parganas